# Рудольф Бертольд
Оскар Густав Рудольф Бертольд (нім. Oskar Gustav Rudolf Berthold; 24 березня 1891 — 15 березня 1920) — німецький льотчик-ас, гауптман Імперської армії (4 листопада 1917). Кавалер ордена Pour le Mérite.
Сьомий за результативність ас Першої світової війни: здобув 44 повітряних перемоги, ще 2 залишились непідтвердженими.

## Біографія
Після закінчення гімназії в Бамберзі в 1910 році вступив в 3-й Бранденбурзький піхотний полк № 20. 26 вересня 1913 році отримав сертифікат пілота № 538.Таким чином, Бертольд став одним із 817 «Старих орлів» — льотчиків, які склали льотні іспити до початку Першої світової війни.
З початком Першої світової війни літав спостерігачем на розвідників Halberstadt, а пізніше на DFW в складі FFA 23, згодом перейшов на одномісні Fokker'и. У 1916 році воював у складі КЕК Vaux. У квітні 1916 року мав на своєму рахунку вже 5 перемог. 25 квітня важко постраждав за час аварії на аеродромі в Во, керуючи Pfalz Е IV (Е803/15). Ця травма стала першою в цілій низці поранень, отриманих протягом війни, але, незважаючи на численні поранення, Бертольд ніколи довго не був відсутній в строю. Він був знаменитий тим, що повертався в свої авіачастині ще до того, як його рани остаточно загояться. У серпні 1916 року зі свого КЕК сформував Jasta 4, командиром якої став Ганс Буддекке. 14 жовтня 1916 року став командиром Jasta 14, займаючи цю посаду до травня наступного року, коли був збитий британським винищувачем. При цьому Бертольд отримав важкі поранення — ушкодження черепа, перелом носа, тазостегнової кістки і стегна.  12 серпня 1917 року Бертольд очолив Jasta 18. На цій посаді перебував до 10 жовтня, коли він був в черговий раз поранений: цього куля розтрощила йому праве плече. З березня 1918 року командував Jagdgeschwader II. На цій посаді німецький ас залишався до 10 серпня, коли його літак після зіткнення з 44-ю за рахунком жертвою врізався в будинок. У JG II Бертольд часто літав на Pfalz'e D.III, вважаючи його кращим з винищувач Albatros D.V., пізніше використовував Fokker D.VII. Емблемою аса на літаках був крилатий меч на червоно-синьому фюзеляжі (червоний від носа до кабіни, синій від кабіни до хвоста).
Кільське повстання, Листопадова революція, зречення від трону Вільгельма II глибоко потрясли Бертольда, який був затятим прихильником імператора. З дозволу уряду він організував фрайкор з центром в Бад-Кіссінгені. Фрайкор отримував озброєння, обмундирування і харчування за державний кошт, але вже у вересні надійшло розпорядження розпустити корпус. Бертольд проігнорував наказ і перемістився разом з фрайкором в Кенігсберг. Там корпус брав участь в боях в балтійських країнах, отримавши у зв'язку з цим назву «Балтієць». На початку 1920 року корпус був переведений в Гамбург для підтримки політики уряду Веймарської республіки з подолання наслідків війни. Бертольд не підкорився наказу про звільнення його від служби. Він став активно діяти в націоналістично налаштованих військових колах, ставлячи собі за мету встановлення військової диктатури.
13 березня 1920 року розпочався Каппський заколот проти уряду Веймарської республіки. Хоча Бертольд вважав путч передчасним, він вирішив стримати дану ним обіцянку і підтримати путчистів. Однак це виявилося непростою справою, оскільки залізничники відмовлялися надати поїзд для переміщення фрайкора в Альтону, один з районів Гамбурга. Тільки наступного дня, після погроз залізничникам, фрайкор отримав у своє розпорядження поїзд. Першою метою став Гарбург, також один з районів Гамбурга, де під арештом перебували близько 900 військовиків, які симпатизують путчистам. Бертольд збирався звільнити їх і відсторонити всіх військових, відданих уряду. У Гарбургу бійці були змушені розквартируватися в одній зі шкіл. Під час переговорів Бертольду запропонували рухатися з фрайкором у Берлін. Бертольд відмовився, що призвело до загострення обстановки. Школу, в якій перебував фрайкор, оточили, і Бертольд дав команду відкрити попереджувальний вогонь поверх голів. Почалася перестрілка, результатом якої стало оточення і постійний обстріл школи. Бертольд був змушений піти на переговори про капітуляцію. Під час переговорів «Балтієць» знову відкрив вогонь, порушивши домовленість про перемир'я. Це сильно загострило обстановку. Бертольд спробував втекти, але був спійманий. Розлючений натовп накинулася на нього, зрештою застреливши з його ж пістолета, який він дістав для самозахисту.
Похований на кладовищі Invalidenfriedhof в Берліні. Надгробок у вигляді бронзової плити зник в 1945 році. Сьогодні на його місці лежить новий надгробок.

## Спадок
В Третьому Рейху з'явилося багато публікацій на тему загибелі Рудольфа Бертольда. Багато з них не мали нічого спільного з реальністю. У них йшлося про «озвірілих баб», які перерізали йому горло, а то і зовсім про відрубану голову. Після 1945 року також було багато спекуляцій на тему «лінчування гауптмана Бертольда». Досі популярна легенда, що він був задушений стрічкою власного ордена Pour le Merite.

## Нагороди
- Залізний хрест
  - 2-го класу (13 вересня 1914)
  - 1-го класу (4 жовтня 1914)
- Нагрудний знак військового пілота (Пруссія) (18 січня 1915)
- Орден «За заслуги» (Баварія) 4-го класу (29 лютого 1916)
- Військовий орден Святого Генріха, лицарський хрест (8 квітня 1916)
- Королівський орден дому Гогенцоллернів, лицарський хрест з мечами (27 серпня 1916)
- Pour le Mérite (12 жовтня 1916)
- Нагрудний знак «За поранення» в сріблі